# Heaven’s Design Team
Heaven’s Design Team (japanisch 天地創造デザイン部 Tenchi Sōzō Dezain-bu) ist eine japanische Comedy-Mangaserie, die von Hebi-Zou sowie Tsuta Suzuki geschrieben und von Tarako illustriert wurde. Die Reihe erscheint seit 2017 und wurde 2021 als Anime adaptiert. Sie erzählt über das Design von Tieren im Himmel und richtet sich an ein junges männliches Publikum.

## Inhalt
In der Abteilung „Animal Design“ des Himmels kreieren Designer täglich eine Vielzahl neuer Tiere, während sie sich mit den unvernünftigen Anforderungen, die von Gott gestellt werden, auseinandersetzen.

## Veröffentlichung
Der Manga erscheint seit 2017 in Kōdanshas Magazin Morning Two. Der Verlag brachte die Kapitel auch gesammelt in bisher fünf Bänden heraus. In Nordamerika wird er von Kodansha USA vertrieben.

## Anime
Eine Adaption als Anime-Fernsehserie wurde im April 2020 angekündigt. Sōichi Masui fungiert als Regisseur, die künstlerische Leitung wurde von Michiko Yokote übernommen und die Charakterdesigns verantwortet Sachiko Ōhashi. Hauptautorin war Michiko Yokote. Für den Ton war Satoki Iida zuständig und für die Kameraführung war Momoko Naka verantwortlich. Yuki Honda übernahm das Editing.
Der Anime wird seit dem 7. Januar 2021 auf AT-X und anderen Kanälen ausgestrahlt. Die internationale Veröffentlichung findet per Streaming über die Plattform Crunchyroll statt, unter anderem mit englischen, spanischen und portugiesischen Untertiteln.

### Synchronisation
| Rolle    | japanischer Sprecher (Seiyū) |
| -------- | ---------------------------- |
| Shimoda  | Junya Enoki                  |
| Ueda     | Yumi Hara                    |
| Tsuchiya | Kazuhiko Inoue               |
| Kimura   | Yuichiro Umehara             |
| Meido    | Naomi Ozora                  |
| Yokota   | Ryota Osaka                  |
| Gott     | Naoki Tatsuta                |

### Musik
Die Musik wurde von Hayato Matsuo komponiert. Das Vorspannlied ist Give It Up? von 96Neko und der Abspann wurde unterlegt mit Designed by Heaven! von Heaven’s Animal Design Department.